# Loxonia
Loxonia är ett släkte av tvåhjärtbladiga växter. Loxonia ingår i familjen Gesneriaceae.
Kladogram enligt Catalogue of Life:
| Loxonia | \| \| Loxonia burttiana \| \| \| \| \| \| Loxonia discolor \| \| \| \| \| \| Loxonia hirsuta \| \| \| \| |
|         | \| \| Loxonia burttiana \| \| \| \| \| \| Loxonia discolor \| \| \| \| \| \| Loxonia hirsuta \| \| \| \| |
|         | Loxonia burttiana                                                                                        |
|         | |
|         | Loxonia discolor                                                                                         |
|         | |
|         | Loxonia hirsuta                                                                                          |
|         | |